# Ровненский областной совет
Ровненский областной совет  (укр. Рівненська обласна рада) — представительный орган местного самоуправления, который представляет общие интересы территориальных общин сёл, посёлков и городов Ровенской области в пределах полномочий, определённых Конституцией Украины, Законом Украины «О местном самоуправлении в Украине» и другими законами, а также полномочий, переданных им сельскими, поселковыми, городскими советами.
Областной совет состоит из 64 депутатов, избирается населением Ровненской области сроком на 5 лет. Совет избирает постоянные и временные комиссии. Областной совет проводит свою работу сессионно. Сессия состоит из пленарных заседаний и заседаний ее постоянных комиссий.
По состоянию на август 2025 года в коалицию входят все партии, кроме крупнейшей фракции "ЕС" (14 из 64 депутатов), которая является оппозиционной.

## Результаты выборов

### VIII созыв
Европейская солидарность (14) 

     За будущее (9) 

     Радикальная партия (6) 

     ВО «Свобода» (6) 

     Слуга народа (12) 

     Батькивщина (9) 

     Сила и честь (8)

### VII созыв
Блок Петра Порошенко «Солидарность» (17) 

     Батькивщина (15) 

     Радикальная партия (10) 

     ВО «Свобода» (8) 

     Партия конкретных дел (6) 

     УКРОП (3) 

     Внефракционные (5)

### VI созыв
| Партия                            | Места |
| --------------------------------- | ----- |
| Партия регионов                   | 29    |
| Батькивщина                       | 18    |
| Народная партия                   | 8     |
| Наша Украина                      | 6     |
| ВО «Свобода»                      | 5     |
| Сильная Украина                   | 5     |
| Всеукраинский патриотический союз | 3     |
| Фронт перемен                     | 3     |
| Единый центр                      | 1     |
| Возрождение                       | 1     |
| Украинская народная партия        | 1     |